# Perak Tong

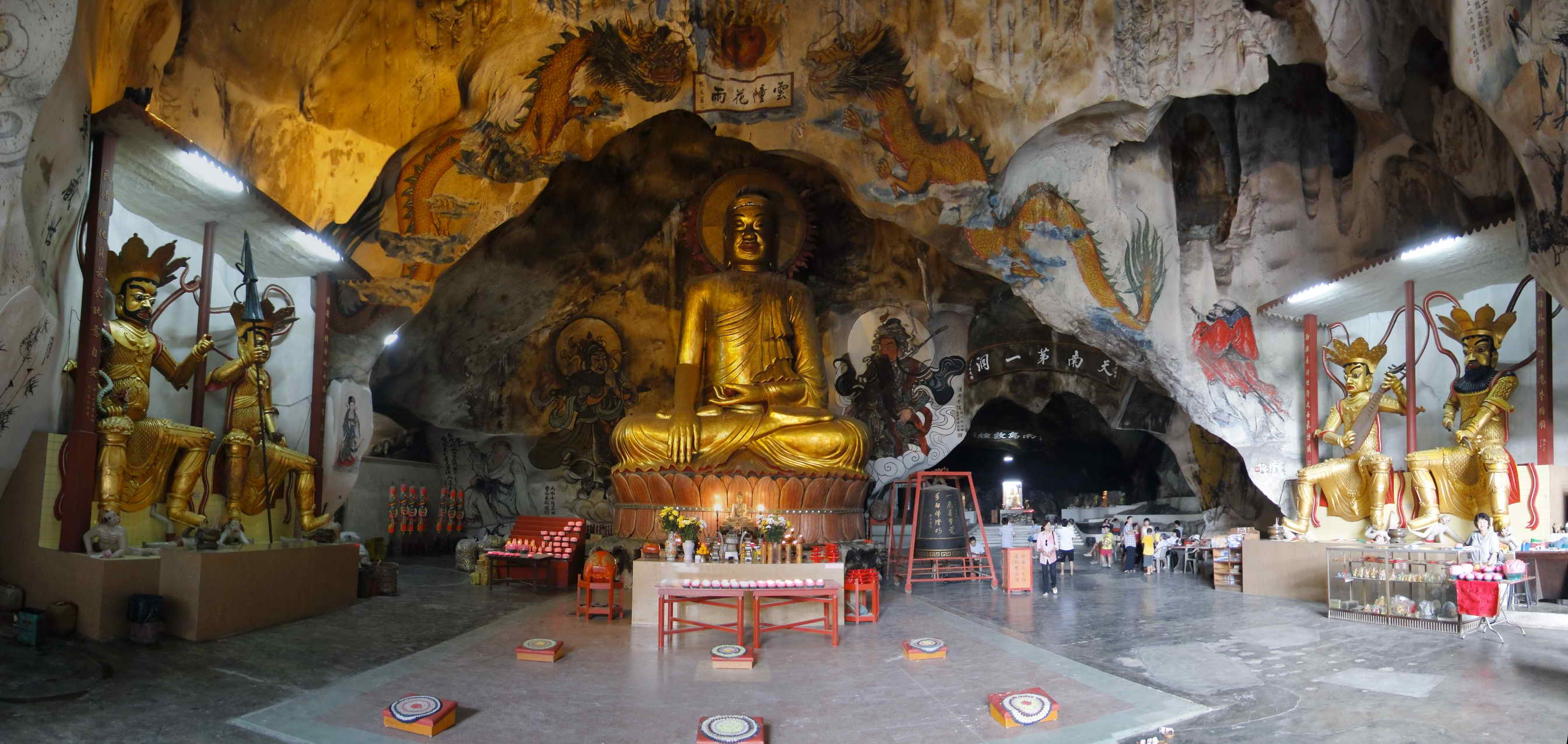
Perak Tong

Perak Tong ist ein buddhistischer Höhlentempel in Malaysia, der 1926 von chinesischen Einwanderern in der Höhle eines 120 Meter hohen Kalkfelsens in der Nähe der Stadt Ipoh im Bundesstaat Perak erbaut wurde. Im Inneren befinden sich über 40 Buddhastatuen sowie Freskengemälde aus der chinesischen Sagen- und Legendenwelt. Unter den Statuen befinden sich ein 12 Meter hoher, sitzender Buddha und die chinesische Göttin der Barmherzigkeit Kuan Yin.
Im Januar 2009 stürzte im hinteren Teil des Tempels ein Teil der Decke ein und zerstörte den lachenden Buddha. Dabei wurde ein Mensch getötet, der dort als Wachmann arbeitete. Seitdem finden Reparaturarbeiten statt, wobei der Tempel noch immer besichtigt werden kann.